# Vārdeh Sar
Vārdeh Sar (persiska: وارده سر, Vārdeh Sarā) är en del av en befolkad plats i Iran.   Den ligger i provinsen Gilan, i den nordvästra delen av landet, 300 km nordväst om huvudstaden Teheran. Vārdeh Sar ligger 36 meter över havet och antalet invånare är 296.
Terrängen runt Vārdeh Sar är varierad.  Närmaste större samhälle är Hashtpar, 12,2 km norr om Vārdeh Sar. I omgivningarna runt Vārdeh Sar växer i huvudsak blandskog.